# Primus-Linie
Die Primus-Linie („Primus-Linie – Frankfurter Personenschiffahrt Anton Nauheimer GmbH“) ist eine 1974 gegründete Binnenreederei mit Sitz in Frankfurt am Main, die mit ihren Fahrgastschiffen Ausflugsfahrten auf Main, Rhein und Neckar anbietet.

## Vorgeschichte

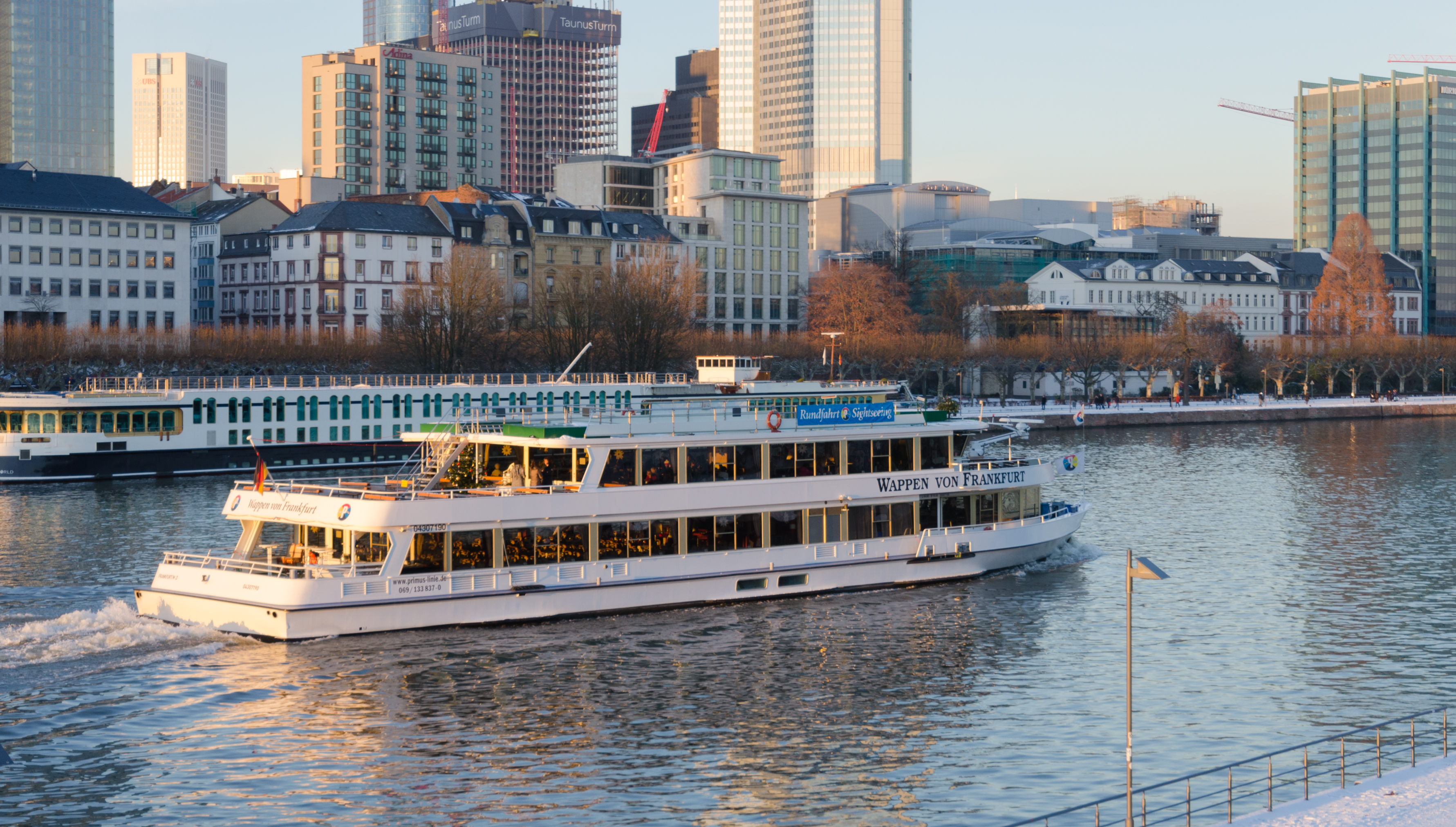
Die Wappen von Frankfurt in Frankfurt

Der Gründer der Reederei, Anton Nauheimer (* 1946 in Wiesbaden), entstammt einer Familie, die seit 1880 Schifffahrt auf dem Main betrieb, als Peter Nauheimer sein erstes Schiff, den Raddampfer Frankfurt, kaufte. Zunächst betrieb die Familie Fähren, nach deren Verdrängung durch die Eisenbahn schwenkte sie auf den Ausflugsverkehr um. Ab etwa den 1920er Jahren bis 1959 schloss sie sich mit der Familie Flettner zur Reedereigemeinschaft „Flettner-Nauheimer“ zusammen. Nachdem 1959 das gemeinsame Schiff Rheingold auf einer Werft verbrannt war, verkauften die drei Nauheimer und die drei Söhne der Familie Flettner ihre Schiffe an die Köln-Düsseldorfer Deutsche Rheinschiffahrt (KD).
Anschließend betrieben Adolf Nauheimer mit der Wikinger bis 1981 und sein Vetter, Hans Nauheimer mit der Vaterland bis 1991 eigene Betriebe in Frankfurt. 1974 machten sich Anton Nauheimer mit der Primus und 1976 Adolf-Ulfrid Nauheimer mit dem Schiff Wikinger II selbständig.

## Angebote und Entwicklung der Reederei

### Gründung
Unabhängig vom Schifffahrtsbetrieb seines Vaters, beabsichtigte Anton Nauheimer neue Ideen in seiner eigenen Reederei umzusetzen. Das neue Konzept wurde später als Gourmet-Gastronomie bezeichnet und stellte eine Abkehr von der bis dahin eher rustikalen Bewirtung dar. Solche Versuche, Kundenwünschen und dem Zeitgeschmack nahe zu kommen, prägte das Marketing seiner Firma. Mit diesem Anspruch gründete der damals 28-jährige 1974 die Primus-Linie. Die Reederei war am Mainkai direkt am Eisernen Steg beheimatet – unter derselben Adresse wie zuvor die Reederei von Adolf Nauheimer und der von Johann Nauheimer.

### Angebote
Den Grundstock der Ausflugsschifffahrt der Primus-Linie bilden zum einen Linienverkehre in Form von kleinen und großen Rundfahrten in Frankfurt sowie Tagesfahrten den Main aufwärts etwa nach Seligenstadt oder Aschaffenburg, neckaraufwärts nach Heidelberg oder über Mainz bis ins Obere Mittelrheintal. Dazu kommen Fahrten zu einzelnen Ereignissen wie dem Großfeuerwerk Rhein in Flammen und unterschiedlichste Event-Fahrten: Eigene Angebote der Reederei bilden etwas das „Krimi-Schiff“, Fahrten zum „Frankfurter Stadtgeläute“, Architekturfahrten zur Route der Industriekultur Rhein-Main Frankfurt am Main, Weihnachtsfahrten, After-Work-Angebote und andere, immer wieder wechselnde Programmfahrten.

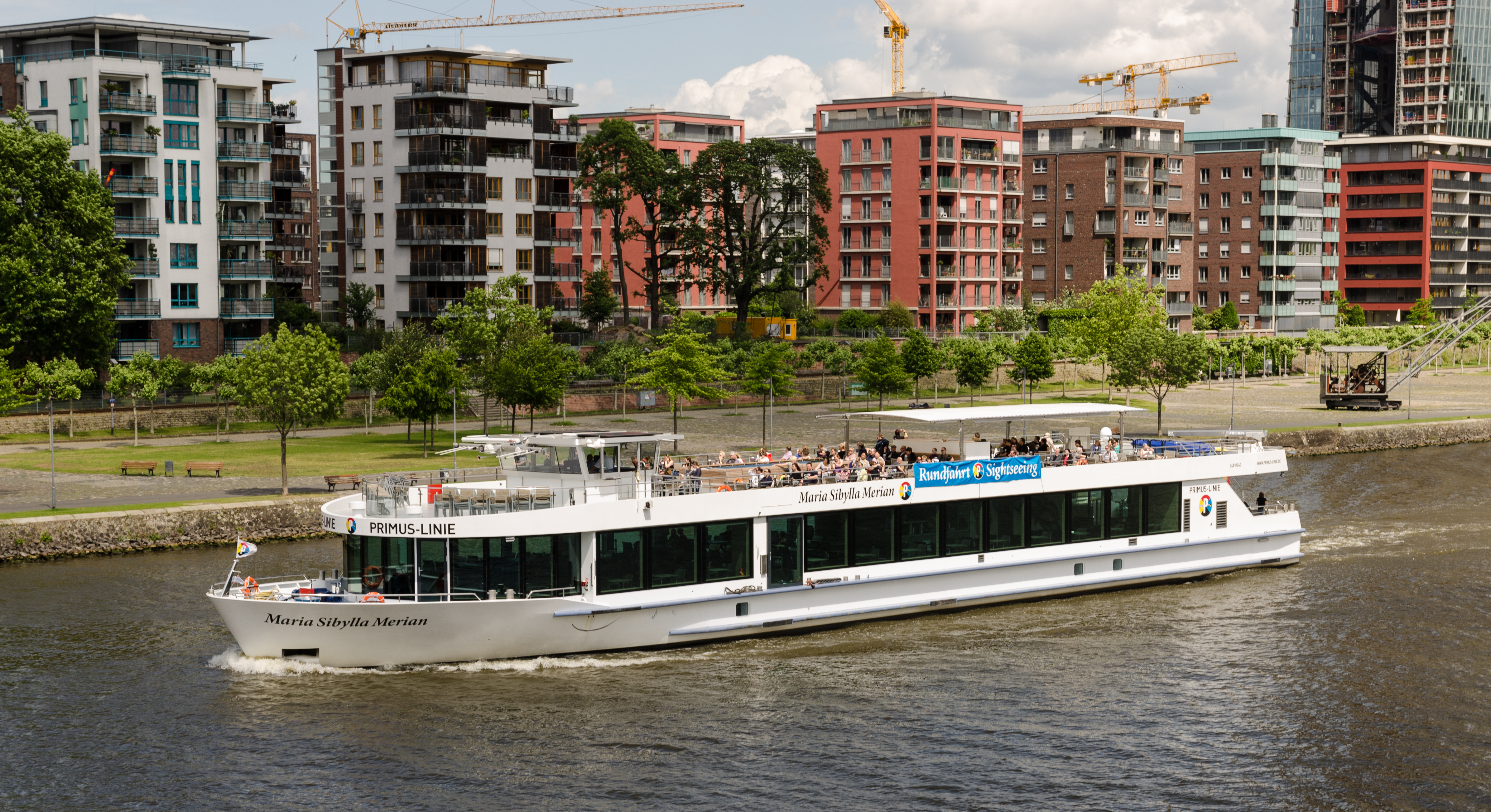
Die Maria Sibylla Merian in Frankfurt

### Entwicklung der Flotte
Bereits ein Jahr vor der Gründung hatte er 1973 das Schiff bei der Schiffswerft Schmidt in Oberkassel bestellt. Dieses Schiff, die Primus, war zugleich namensgebend für die Reederei. Das Geschäft entwickelte sich kontinuierlich, so dass bei der Schiffswerft Schmidt der zweite Neubau bestellt wurde. Die Johann Wolfgang von Goethe wurde 1983 in Dienst gestellt. 1991 folgte mit der Nautilus ein Neubau der Lux-Werft in Niederkassel/Mondorf. Diese drei Schiffe prägten zusammen mit den beiden Schiffen der Wikinger-Linie lange Zeit das Uferbild am Eisernen Steg. Als 1998 Adolf-Ulfried Nauheimer in den Ruhestand gehen wollte und in der Familie kein Nachfolger war, verkaufte er seine beiden Schiffe Wikinger 1 (2) und Wappen von Frankfurt im Juli des Jahres an seinen Groß-Cousin Anton Nauheimer und die Primus-Linie. Seitdem besteht die „Weiße Flotte“ der Primus-Linie aus fünf Schiffen. Etwa ab diesem Zeitpunkt war die Primus-Linie alleiniger Anbieter von Schiffsfahrten in und ab Frankfurt. Zwar gab es offiziell noch ein Schiff und eine Anlegestelle der Köln-Düsseldorfer Rheinschiffahrt in Frankfurt, doch nutzte die KD diese nicht. Erst als die Stadt Frankfurt damit drohte, ihr das Anlegehäuschen wegzunehmen, bot die KD ab 2009 wieder Fahrten in Frankfurt an.
Als Schritt zur Modernisierung der Flotte und zugleich als Kapazitätserweiterung bestellte die Reederei 2012 bei der niederländischen Werft De Gerlien van Tiem aus Druten in den Niederlanden bestellte Maria Sibylla Merian übernahm. Dafür verkaufte die Reederei das älteste Schiff der Flotte, die Primus, 2013 nach Budapest/Ungarn.

### Die Reederei in Zahlen
Mit ihren fünf Schiffen legt die Primus-Linie nach eigenen Angaben im Jahr rund 35.000 Kilometer auf den Flüssen zurück und befördert dabei rund 250.000 Passagiere. Die Reederei beschäftigt 40 fest angestellte Mitarbeiter, in der Saison kommen noch einmal rund 40 Kräfte dazu. Zum Umsatz liegt aus 2015 die Zahl von etwa fünf Millionen Euro vor. Wenige Jahre zuvor, am 1. April 2012, ist die Tochter des Reeders, Marie Nauheimer, in die Geschäftsführung eingetreten.

## Schiffe der Primus-Linie
Im Laufe der Jahrzehnte wuchs die aktive Flotte auf fünf Schiffe an.
| Name                       | Baujahr, Werft                                | Abmessungen                          | Passagiere     | im Dienst der Reederei | Anmerkungen, Verbleib                                                          |
| -------------------------- | --------------------------------------------- | ------------------------------------ | -------------- | ---------------------- | ------------------------------------------------------------------------------ |
| Primus                     | 1974, Schiffswerft Schmidt in Oberkassel      | 38,00 lang × 7,60 breit × 1,10 tief  | 250 Passagiere | 1974–2013              | 2013 nach Budapest verkauft; dort für Armada Budapest im Einsatz.              |
| Johann Wolfgang von Goethe | 1983, Schiffswerft Schmidt in Oberwinter      | 40,50 lang × 7,50 breit × 1,20 tief  | 250 Passagiere | seit 1983              |                                                                                |
| Wikinger 1                 | 1988, Lux-Werft, Niederkassel/Mondorf         | 33,00 lang × 7,20 breit × 1,00 tief  | 250 Passagiere | seit 1998              | 1998 mit der Wikinger-Linie übernommen, 2014 auf 37 Meter verlängert.          |
| Nautilus                   | 1991, Lux-Werft, Niederkassel/Mondorf         | 50,20 lang × 10,50 breit × 1,26 tief | 600 Passagiere | seit 1991              | Das größte Schiff der Flotte.                                                  |
| Wappen von Frankfurt       | 1995, Lux-Werft, Niederkassel/Mondorf         | 44,80 lang × 10,50 breit × 1,30 tief | 500 Passagiere | seit 1998              | 1998 mit der Wikinger-Linie übernommen, weiterhin bei Primus-Linie im Einsatz. |
| Maria Sibylla Merian       | 2011, De Gerlien van Tiem, Druten/Niederlande | 50,48 lang × 10,50 breit × 1,31 tief | 450 Passagiere | seit 2012              | Das jüngste und modernste Schiff der Flotte.                                   |